# Голяма горска катерица
Голямата горска катерица (Protoxerus stangeri) е вид бозайник от семейство Катерицови (Sciuridae).

## Разпространение
Видът е разпространен в Ангола, Бенин, Бурунди, Габон, Гана, Демократична република Конго, Екваториална Гвинея, Камерун, Кения, Кот д'Ивоар, Либерия, Нигерия, Руанда, Сиера Леоне, Танзания, Того, Уганда и Централноафриканска република.